# Ходорів (станція)
Хо́дорів — вузлова дільнична залізнична станція 2-го класу Львівської дирекції Львівської залізниці на перетині лінії Тернопіль — Стрий між станціями Жидачів (12 км) та Рогатин (26 км) та лінії Львів — Івано-Франківськ між станціями Бориничі (13 км) та Журавно (14 км). Розташована в однойменному місті Стрийського району Львівської області.

## Історія
[[Файл:Vokzal hodoriv.jpg|Вокзал станції Ходорів (1890-ті)
Станція відкрита 1 вересня 1866 року, одночасно з відкриттям руху на Львівсько-Чернівецько-Ясській залізниці.
29 листопада 1897 року відкрита Східньогалицька локальна залізниця на ділянці Ходорів — Підвисоке (попередньо того ж року, 25 січня, відкрита дільниця Підвисоке — Березовиця-Острів, 1 червня — лінію Галич — Підвисоке).
У 1899 році побудована залізнична лінія до станції Стрий.

## Пасажирське сполучення

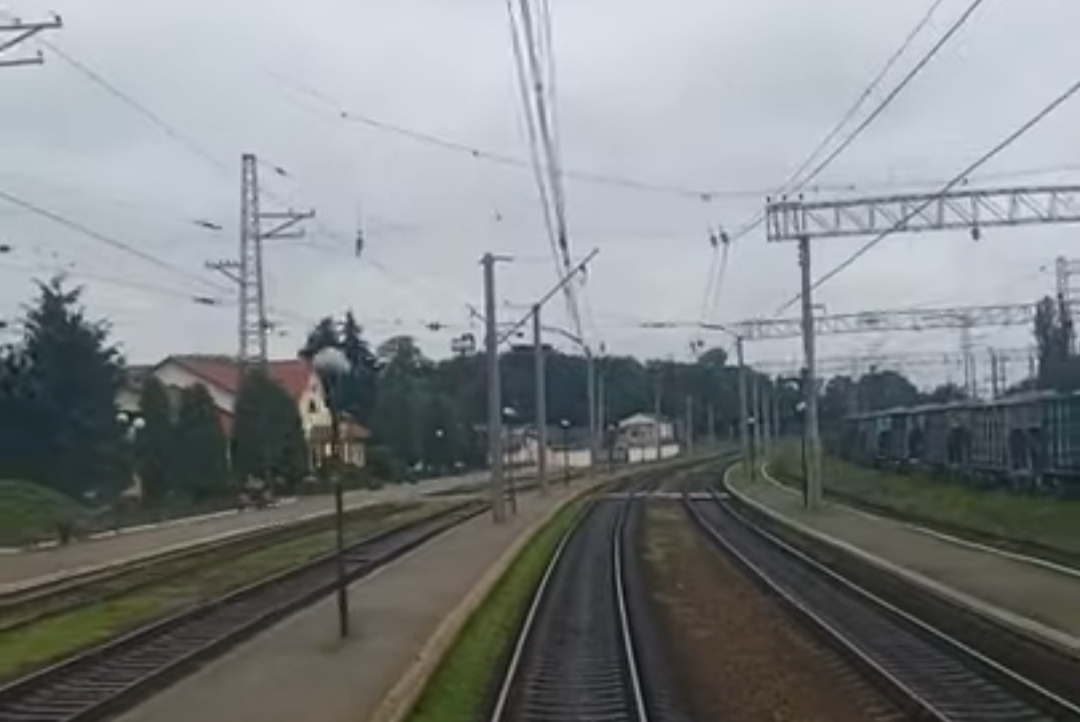
Платформи станції Ходорів

На станції Ходорів зупиняються пасажирські поїзди далекого сполучення до станцій: Ворохта, Дніпро-Головний, Івано-Франківськ, Київ-Пасажирський, Одеса-Головна, Рахів, Суми, Харків-Пасажирський, Чернігів, Чернівці та Ясіня.
До 2021 року, у літній період, через станцію курсували пасажирські поїзди до Новоолексіївки, а до лютого 2022 року — до станцій Миколаїв та 
Херсон, які наразі тимчасово скасовані.

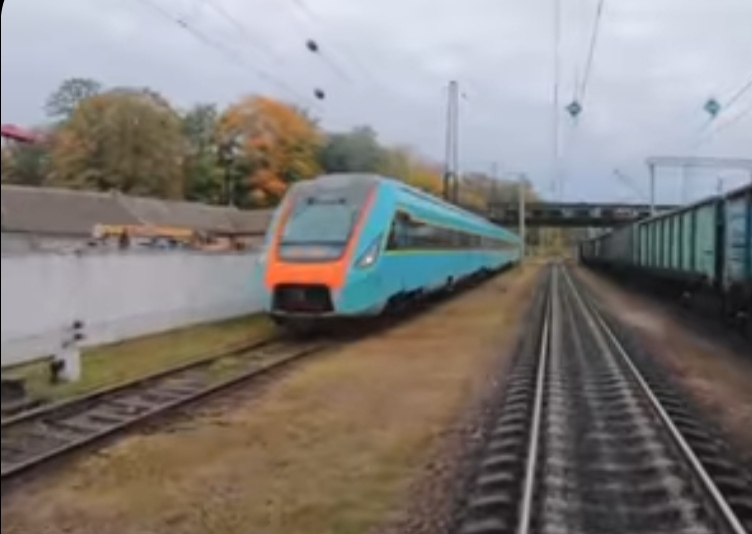
ДПКр-2 «Обрій» на станції Ходорів

Приміськими дизель-поїздами здійснюється перевезення пасажирів до трьох обласних центрів — Львова, Івано-Франківська та Тернополя.
Від/до станції курсують приміські електропоїзди сполученням Ходорів — Стрий.

## Галерея

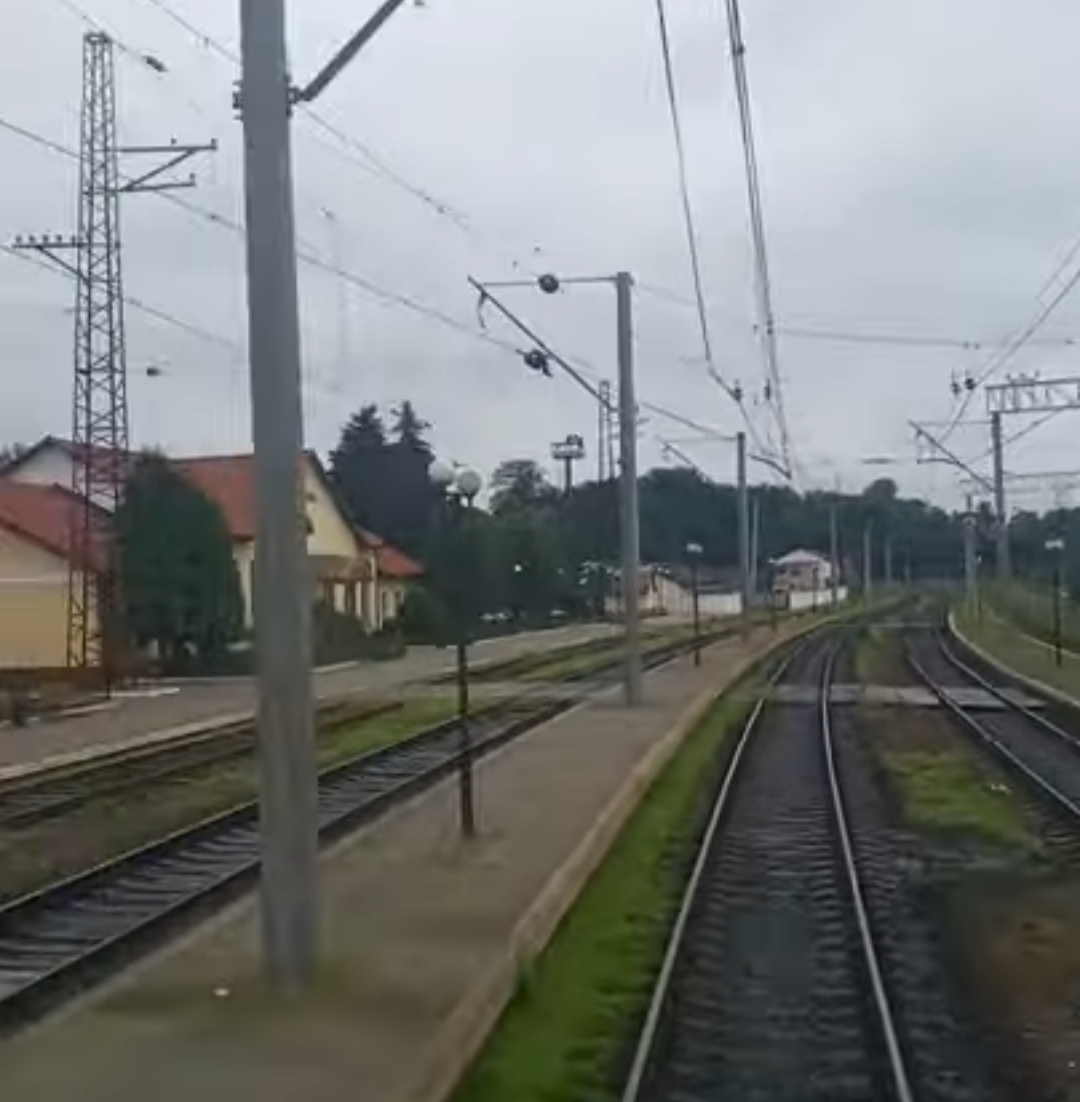
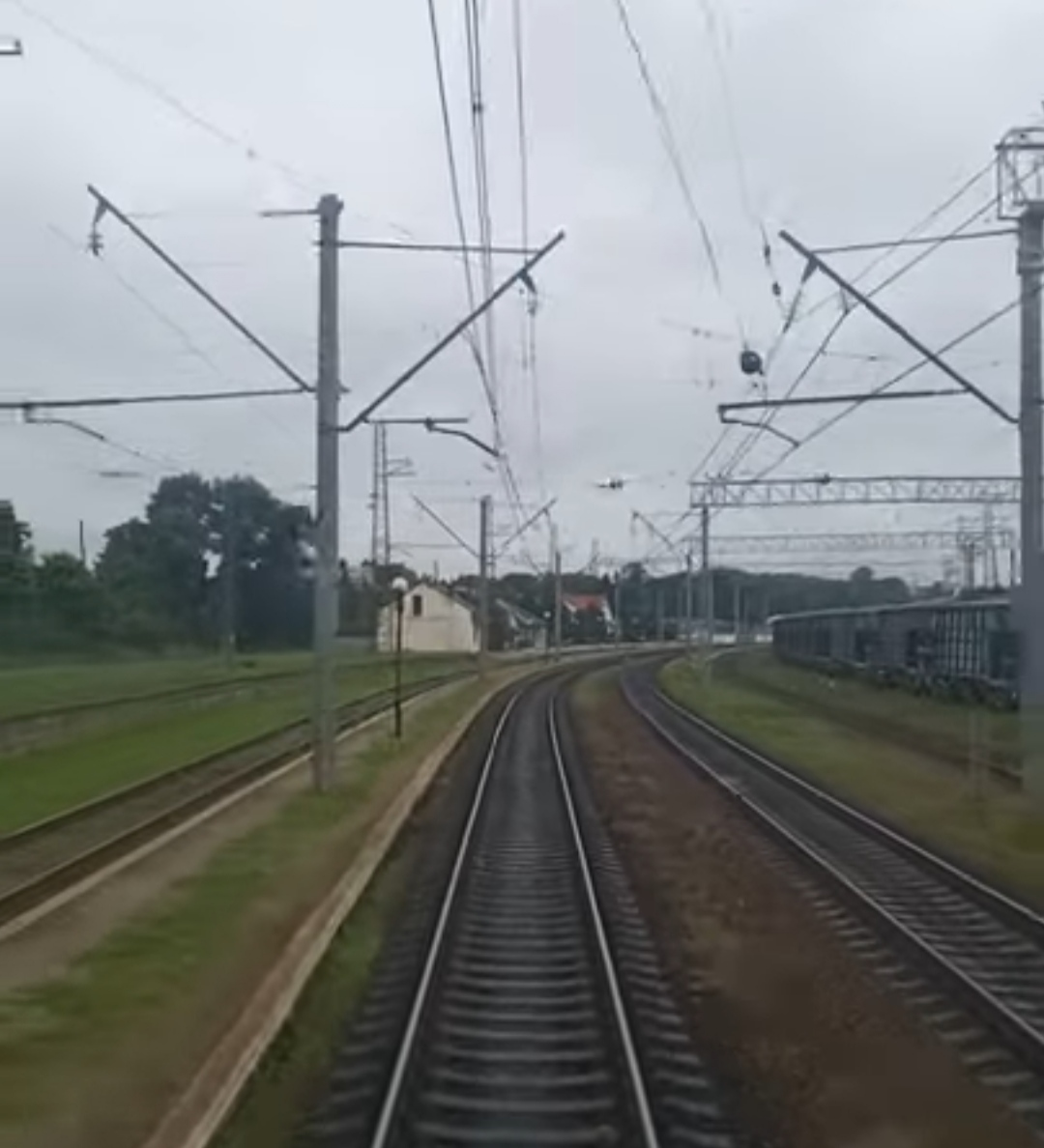
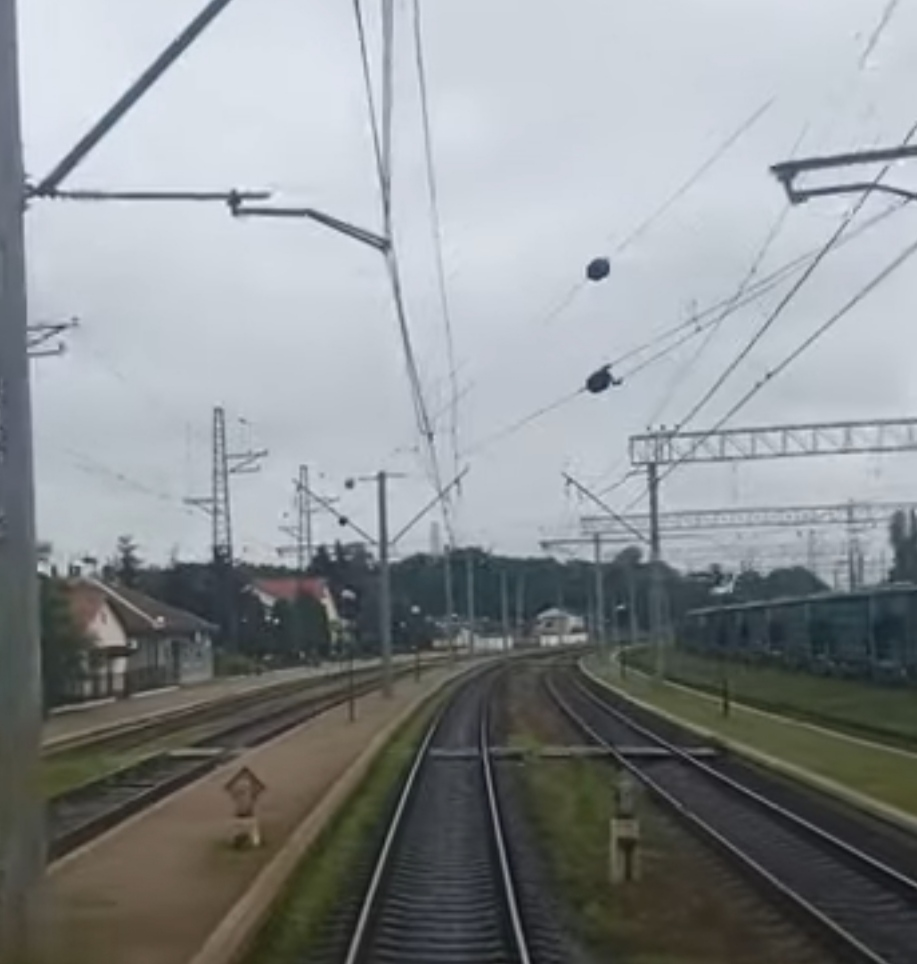
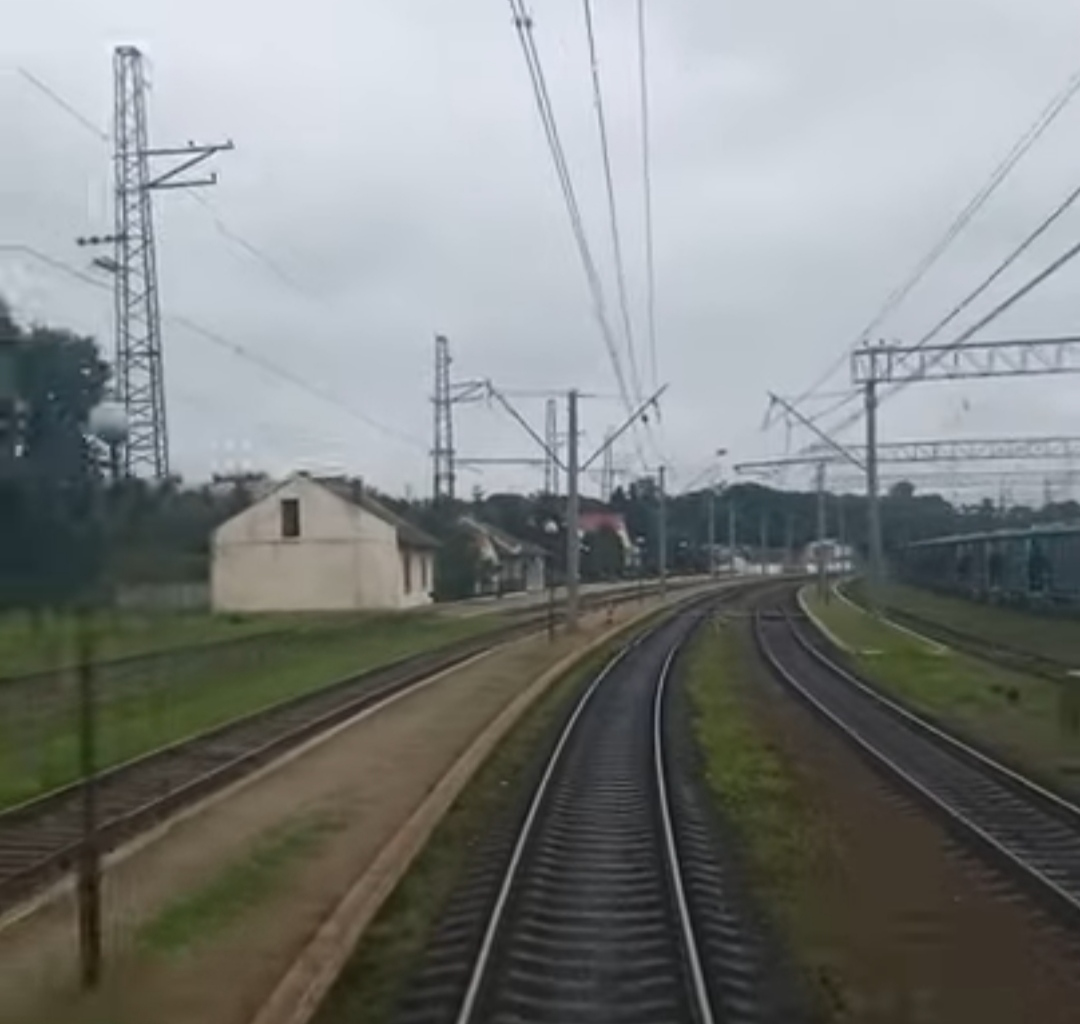